# Thecla sheridanii
Thecla sheridanii är en fjärilsart som beskrevs av Edwards. Thecla sheridanii ingår i släktet Thecla och familjen juvelvingar. Inga underarter finns listade i Catalogue of Life.